# Экзархат Латинской Америки и Мексики
Экзархат Латинской Америки и Мексики (лат. Americae Latinae una cum Mexico) — экзархат Армянской католической церкви с центром в городе Сан-Паулу (Бразилия). Экзархат Латинской Америки и Мексики распространяет свою юрисдикцию на всю Латинскую Америку, кроме Аргентины. Кафедральным собором епархии экзархата Латинской Америки и Мексики является церковь Григория Просветителя в городе Сан-Паулу.

## История
3 июля 1981 года Римский папа Иоанн Павел II издал буллу «Armeniorum fidelium», которой учредил экзархат Латинской Америки и Мексики.
18 февраля 1989 года из экзархата Латинской Америки и Мексики отделилась епархия святого Григора Нарекаци в Буэнос-Айресе.

## Епископы экзархата
- епископ Vartán Waldir Boghossian S.D.B.[1] (3.07.1981 — 4.07.2018, в отставке);
- епископ Pablo Hakimian (4.07.2018 — по настоящее время).

## Источник
- Annuario Pontificio, Libreria Editrice Vaticana, Città del Vaticano, 2003, ISBN 88-209-7422-3
- Булла Armeniorum fidelium  (лат.)